# ПАР на Олімпійських іграх
ПАР вперше виступила на Олімпійських іграх в 1904 році. До 1960 року південноафриканські спортсмени брали участь у всіх літніх Олімпіадах. Після прийняття Генеральною Асамблеєю ООН резолюції № 1761 в 1962 році у відповідь на політику апартеїду в ПАР, країна була дискваліфікована і в іграх з 1964 по 1988 рік не брала участь.
Після переговорів про завершення апартеїду, розпочатих у 1990 році, ПАР повторно вступила в Олімпійський рух. Південноафриканська конфедерація спорту і олімпійський комітет були створені в 1991 році, і в 1992 році ПАР виступила на Літніх Олімпійських іграх. Також, ПАР брала участь у Зимових Олімпійських іграх в 1960 і в 1992.
ПАР завоювала загалом 86 медалей, багато в чому завдяки боксу, легкій атлетиці та плаванню.

## Таблиці медалей

### За літніми Ігрими
| Ігри                | Золото                      | Срібло                      | Бронза                      | Загалом                     |
| Сент-Луїс 1904      | 0                           | 0                           | 0                           | 0                           |
| Лондон 1908         | 1                           | 1                           | 0                           | 2                           |
| Стокгольм 1912      | 4                           | 2                           | 0                           | 6                           |
| Антверпен 1920      | 3                           | 4                           | 3                           | 10                          |
| Париж 1924          | 1                           | 1                           | 1                           | 3                           |
| Амстердам 1928      | 1                           | 0                           | 2                           | 3                           |
| Лос-Анджелес 1932   | 2                           | 0                           | 3                           | 5                           |
| Берлін 1936         | 0                           | 1                           | 0                           | 1                           |
| Лондон 1948         | 2                           | 1                           | 1                           | 4                           |
| Гельсінкі 1952      | 2                           | 4                           | 4                           | 10                          |
| Мельбурн 1956       | 0                           | 0                           | 4                           | 4                           |
| Рим 1960            | 0                           | 1                           | 2                           | 3                           |
| Токіо 1964          | відсторонена через апартеїд | відсторонена через апартеїд | відсторонена через апартеїд | відсторонена через апартеїд |
| Мехіко 1968         | відсторонена через апартеїд | відсторонена через апартеїд | відсторонена через апартеїд | відсторонена через апартеїд |
| Мюнхен 1972         | відсторонена через апартеїд | відсторонена через апартеїд | відсторонена через апартеїд | відсторонена через апартеїд |
| Монреаль 1976       | відсторонена через апартеїд | відсторонена через апартеїд | відсторонена через апартеїд | відсторонена через апартеїд |
| Москва 1980         | відсторонена через апартеїд | відсторонена через апартеїд | відсторонена через апартеїд | відсторонена через апартеїд |
| Лос-Анджелес 1984   | відсторонена через апартеїд | відсторонена через апартеїд | відсторонена через апартеїд | відсторонена через апартеїд |
| Сеул 1988           | відсторонена через апартеїд | відсторонена через апартеїд | відсторонена через апартеїд | відсторонена через апартеїд |
| Барселона 1992      | 0                           | 2                           | 0                           | 2                           |
| Атланта 1996        | 3                           | 1                           | 1                           | 5                           |
| Сідней 2000         | 0                           | 2                           | 3                           | 5                           |
| Афіни 2004          | 1                           | 3                           | 2                           | 6                           |
| Пекін 2008          | 0                           | 1                           | 0                           | 1                           |
| Лондон 2012         | 3                           | 2                           | 1                           | 6                           |
| Ріо-де-Жанейро 2016 | 2                           | 6                           | 2                           | 10                          |
| Токіо 2020          | майбутня подія              |                             |                             |                             |
| Усього              | 25                          | 32                          | 29                          | 86                          |

### Медалі за видами спорту
| Вид                             | Золото | Срібло | Бронза | Загалом |
| Легка атлетика                  | 8      | 14     | 7      | 29      |
| Бокс                            | 6      | 4      | 9      | 19      |
| Плавання                        | 6      | 6      | 6      | 18      |
| Теніс                           | 3      | 2      | 1      | 6       |
| Велоспорт                       | 1      | 4      | 3      | 8       |
| Академічне веслування           | 1      | 1      | 1      | 3       |
| Стрільба                        | 0      | 1      | 0      | 1       |
| Веслування на байдарках і каное | 0      | 0      | 1      | 1       |
| Регбі-7                         | 0      | 0      | 1      | 1       |
| Загалом                         | 25     | 32     | 29     | 86      |